# Alain Dorval
Pour les articles homonymes, voir Dorval (homonymie) et Bergé.
Alain Dorval, de son vrai nom Alain Fernand Jean-Marie Bergé, né le 9 août 1946 à Alger (Département d'Alger) et mort le 13 février 2024 à Villejuif (Val-de-Marne) est un acteur et chef d'entreprise français
Très actif dans le doublage, il est notamment connu pour avoir été la voix française régulière de Sylvester Stallone ainsi que, entre autres, une des voix de Nick Nolte et Danny Aiello.
Il prête également sa voix à l'Autobot Ratchet dans la série de films Transformers.
Il est aussi connu en tant que voix régulière de l'animation et de jeux vidéo, doublant notamment depuis le début des années 1990 le personnage Pat Hibulaire dans les productions Disney, Tiger dans les films Fievel ainsi que Krew et Brutter dans la série de jeux Jak and Daxter.
Pendant une dizaine d'années, il a été la voix d'habillage des stations de radio Skyrock et Ado FM.

## Biographie

### Jeunesse et études
Alain Fernand Jean-Marie Bergé naît le 9 août 1946, à Alger (département d'Alger) en Algérie française. Après avoir suivi le cours Simon, il entre au Conservatoire d'art dramatique de Paris.

### Carrière et doublage
Alain Dorval commence sa carrière au théâtre avant de découvrir par hasard le doublage. Il devient la voix française de Sylvester Stallone depuis le film Rocky en 1976 mais aussi une de celles de Nick Nolte.
À la fin des années 1980 et au début des années 1990, il double de nombreux personnages au sein de l'animation (dont Le Gros, Le Teigneux dans Il était une fois… l'Espace / Il était une fois... la Vie, Tiger dans les longs métrages Fievel ou Lex Luthor dans la série Superman, l'Ange de Metropolis).
En 1992, il devient alors la voix du personnage Pat Hibulaire, succédant à Michel Vocoret, pour les studios Disney.
Sa voix a servi également à l'habillage d'antenne des radios Skyrock et ADO.
Il a participé à l'émission Les Guignols de l'info, où il incarnait, entre autres, le personnage de Stallone (mais pas Monsieur Sylvestre, interprété par l'imitateur Yves Lecoq). Ce dernier l'a d'ailleurs pris comme modèle vocal pour les différents rôles qu'incarne le personnage.

### Activités annexes
À la fin des années 1980, Alain Dorval émet des critiques sur les conditions de doublage qui tendent à se dégrader. De ce fait, plusieurs studios mettent le comédien sur une liste noire, ce qui conduit à faire doubler Stallone par Michel Vigné dans un premier temps puis par Richard Darbois notamment dans les films produits par Warner Bros.. Alain Dorval continue tout de même de doubler l'acteur américain emblématique un film sur deux pour finalement le retrouver pleinement durant les années 2000.
Il crée une entreprise spécialisée dans la gestion d'enceintes puis, à partir de la fin des années 2000, gère une entreprise spécialisée dans la création de flycase (en).

### Vie privée
Marié avec la comédienne Dominique Dumont, il est le père de la femme politique Aurore Bergé,.

### Mort
Alain Dorval meurt des suites d'un cancer le 13 février 2024 à l'hôpital Gustave-Roussy de Villejuif, à l'âge de 77 ans,.

### Controverse
Presqu'un an après sa mort, la voix d'Alain Dorval a été recréée via l'intelligence artificielle pour le doublage de la voix de Sylvester Stallone dans la bande-annonce du film Armor, diffusée en janvier 2025. Cela a provoqué un scandale dans la famille du comédien. En effet, sa fille Aurore Bergé avait bien donné son accord pour de simples tests et non pour une exploitation médiatique. Toutefois, le résultat étant jugé catastrophique, les studios de doublage choisissent finalement Michel Vigné pour doubler l'acteur américain dans le film intégral.

## Théâtre
- 1967 : L'Arme blanche de Victor Haïm, mise en scène François Darbon, théâtre de l'Athénée
- 1968 : La Naissance d'Armand Gatti, mise en scène Roland Monod
- 1970 : Tête d'or de Paul Claudel, mise en scène Denis Llorca
- 1971 : La Nuit des rois de William Shakespeare, mise en scène Denis Llorca, Festival du Marais (hôtel d'Aumont)
- 1971 : Tête d'or de Paul Claudel, mise en scène Denis Llorca, Comédie de Caen, théâtre du Vieux-Colombier
- 1974 : Lady Pain d'épice de Neil Simon, mise en scène Emilio Bruzzo, théâtre de l'Œuvre
- 1975 : Quatorze juillet de Serge Ganzl, mise en scène Denis Llorca, Tréteaux de France
- 1998 : Vacances de rêve de Francis Joffo, mise en scène de l'auteur

## Filmographie

### Cinéma
- 1969 : Des Christs par milliers de Philippe Arthuys : Claude
- 1971 : L'Homme de désir de Dominique Delouche

### Télévision
- 1969 : Le Petit Monde de Marie-Plaisance d'André Pergament (série télévisée)
- 1972 : Les Misérables de Marcel Bluwal (feuilleton TV)
- 1973 : Le Drakkar de Jacques Pierre (téléfilm)
- 1975 : La Dame de l'aube d'Aldo Altit (téléfilm)

## Doublage

### Cinéma

#### Films
- Sylvester Stallone dans  :
  - Rebel (1970[a]) : Jerry Savage
  - Rocky (1976) : Rocky Balboa
  - FIST (1978) : Johnny D. Kovak
  - La Taverne de l'enfer (1978) : Cosmo Carboni
  - Rocky 2 (1979) : Rocky Balboa
  - Les Faucons de la nuit (1980) : l'inspecteur Deke DaSilva
  - À nous la victoire (1981) : Robert Hatch
  - Rocky 3 (1982) : Rocky Balboa
  - Rambo (1982) : John Rambo
  - Le Vainqueur (1984) : Nick Martinelli[b]
  - Rambo 2 : La Mission (1985) : John J. Rambo
  - Rocky 4 (1985) : Rocky Balboa
  - Cobra (1986) : Marion Cobretti
  - Over the Top : Le Bras de fer  (1987) : Lincoln Hawk
  - Rambo 3 (1988) : John J. Rambo
  - Rocky 5 (1990) : Rocky Balboa
  - Arrête ou ma mère va tirer ! (1992) : le sergent Joe Bomowski
  - Cliffhanger (1993) : Gabe Walker
  - Judge Dredd (1995) : le juge Joseph Dredd
  - Daylight (1996) : Kit Latura
  - An Alan Smithee Film (1997) : lui-même
  - Compte à rebours mortel (2001) : l'agent Jake Malloy
  - Mafia Love (2002) : Frankie Delano
  - Les Maîtres du jeu (2003) : Dean Stevens
  - Taxi 3 (2003) : le premier passager (non crédité)
  - Spy Kids 3 : Mission 3D (2003) : Le Toymaster
  - Rocky Balboa (2006) : Rocky Balboa
  - John Rambo (2008) : John Rambo
  - Le Fils de Rambow (2008) : John Rambo[c] (à la télévision - images d'archive non crédité)
  - Expendables : Unité spéciale (2010) : Barney Ross
  - Zookeeper (2011) : Joe, le lion (Voix)
  - Expendables 2 : Unité spéciale (2012) : Barney Ross
  - Du plomb dans la tête (2013) : James Bonomo, dit Jimmy Bobo
  - Évasion (2013) : Ray Breslin
  - Match retour (2013) : Henry « Razor » Sharp
  - Expendables 3 (2014) : Barney Ross
  - Bad Luck (2014) : Gerald Cavallo
  - Creed : L'Héritage de Rocky Balboa (2015) : Rocky Balboa
  - Les Gardiens de la Galaxie Vol. 2 (2017) : Stakar Ogord / Starhawk
  - Évasion 2 : Le Labyrinthe d'Hadès (2018) : Ray Breslin
  - Creed 2 (2018) : Rocky Balboa
  - Backtrace (2018) : Sykes
  - Évasion 3 : The Extractors (2019) : Ray Breslin
  - Rambo: Last Blood (2019) : John Rambo
  - The Suicide Squad (2021) : Nanaue / King Shark (voix)
  - Le Samaritain (2022) : Joe Smith
  - Les Gardiens de la Galaxie Vol. 3 (2023) : Stakar Ogord / Starhawk
  - Expendables 4 (2023) : Barney Ross
- Nick Nolte dans  :
  - 48 heures (1982) : Jack Cates
  - Ras les profs ! (1984) : Alex Jurel
  - Le Clochard de Beverly Hills (1986) : Jerry Baskin
  - L'Adieu au roi (1989) : Learoyd
  - 48 heures de plus (1990) : Jack Cates
  - Les Nerfs à vif (1991) : Sam Bowden
  - Breakfast of Champions (1999) : Harry le Sabre
  - Hulk (2003) : David Banner
  - Tonnerre sous les tropiques (2008) : Feuille de Trèfle Taybac
  - Les Chroniques de Spiderwick (2008) : Mulgarath
  - Warrior (2011) : Paddy Conlon
  - Arthur, un amour de milliardaire (2011) : Burt Johnson
  - Sous surveillance (2013) : Donal
  - Noé (2014) : Samyaza (voix)
  - Blackout (2022) : Ethan McCoy
- Danny Aiello dans  :
  - Le Retour du Chinois (1985) : Danny Garoni
  - Éclair de lune (1987) : Johnny Cammareri
  - Radio Days (1987) : Rocco
  - Ce cher intrus (1991) : Joe Bella
  - Ruby (1992) : Jack Ruby
  - City Hall (1996) : Frank Anselmo
- Robert Foxworth dans  :
  - Transformers (2007) : Ratchet (voix)
  - Transformers 2 : La Revanche (2009) : Ratchet (voix)
  - Transformers 3 : La Face cachée de la Lune (2011) : Ratchet (voix)
  - Transformers : L'Âge de l'extinction (2014) : Ratchet (voix)
- John Beck dans :
  - Rollerball (1975) : Moonpie
  - Le Bus en folie (1976) : Shoulders O'Brien
- Michael Pataki dans :
  - L'Homme araignée (1977) : le capitaine Barbera
  - La Riposte de l'homme-araignée (1979) : le capitaine Barbera
- Joe Bugner dans :
  - Mon nom est Bulldozer (1978) : Orso dit « Bison »
  - Le Shérif et les Extra-terrestres (1979) : Brennan
- Richard Kiel dans :
  - L'ouragan vient de Navarone (1978) : Capt. Drazak
  - Cannonball 2 (1984) : Arnold
- Mark Gregory dans :
  - Les Guerriers du Bronx (1982) : Trash
  - Les Guerriers du Bronx 2 (1983) : Trash
  - Tonnerre (1983) : Tonnerre

- 1942[d] : Les Aventures de Tarzan à New York : Jimmie Shield (Paul Kelly)
- 1954[e] : Le Cavalier traqué : Pinto (Charles Buchinsky)
- 1956[f] : La Vengeance de l'Indien : Takola (Philip Breedlove)
- 1961 : Le Jour où la Terre prit feu : Rédacteur en chef (Bernard Braden)
- 1971 : La Vengeance de Dieu : Randall le banquier (Luigi Casellato), le portier du Saloon (Paolo Magalotti) et le shérif suppléant Coote[Qui ?]
- 1972 : L'Apache : un soldat à la plume au chapeau ( ? )
- 1973 : Le Privé : le lieutenant Farmer (Steve Coit)
- 1973 : Vivre et laisser mourir : un adjoint du shérif Pepper ( ? ) et le capitaine de la police de Louisiane ( ? )
- 1974 : Les Pirates du métro : le lieutenant Rico Patrone (Jerry Stiller)
- 1974 : Les Enfants de Frankenstein : Sam (Carmen Argenziano)
- 1974 : Karatéka érotica : Le dealer qui se fait doubler
- 1974 : L'Aventurière de Hong-Kong (en) (Golden Needles) de Robert Clouse : Dan (Joe Don Baker)
- 1975 : La Chevauchée sauvage : Jack Parker (Dabney Coleman)
- 1975 : Supervixens : Tom, le pêcheur (Garth Pillsbury)
- 1975 : Rosebud : Schloss (Klaus Löwitsch)
- 1975 : Repoter de choc : Yarbro (Carl Weathers)
- 1976 : La Rose et la Flèche : un vieux défenseur (Esmond Knight)
- 1976 : Un dimanche noir : le barman (Mike Allen)
- 1976 : Nickelodeon : Mullins (Lorenzo Music)
- 1976 : Africa Express : un complice de Hunter (Romano Puppo)
- 1976 : Pour pâques ou à la trinita : Morgan (Dominic Barto) et un évadé (Nello Pazzafini)
- 1976 : La Vengeance aux tripes : le shérif Duke (Bo Hopkins)
- 1976 : Cadavres exquis : le commissaire de Police (Renato Salvatori)
- 1976 : Car Wash : le chauffeur de Taxi (George Carlin)
- 1977 : Opération Thunderbolt : le colonel Yonatan Netanyahou (Yehoram Gaon)
- 1977 : Bande de flics : Spencer Von Moot (Stephen Macht)
- 1977 : L'Affaire Mori : Vasile (Loris Bazzocchi)
- 1977 : La Ballade de Bruno : un souteneur (Burkhard Driest)
- 1978 : Le ciel peut attendre : un journaliste ( ? )
- 1978 : Damien : La Malédiction 2 : Pasarian (Allan Arbus)
- 1978 : La Malédiction de la Panthère rose : Benson, le portier chinois (Anthony Chinn)
- 1978 : La Grande Bataille : un parachutiste (Giuseppe Castellano)
- 1978 : Le Faiseur d'épouvantes : Dr Bob McEvoy (Paul Mantee)
- 1979 : Alien : Le Huitième Passager : Brett (Harry Dean Stanton)
- 1979 : Meurtre par décret : Danny (Terry Dugan)
- 1979 : Le Syndrome chinois : D.B. Royce (Paul Larson)
- 1979 : Les Joyeux Débuts de Butch Cassidy et le Kid : Joe Le Fors (Peter Weller)
- 1979 : L'Exterminateur : Buddy Grant (Don Stroud)
- 1979 : Blackmale Cogneur (en) : le barman (Ed Heath)
- 1980 : Elephant Man : le nain à plumes (Kenny Baker)
- 1980 : Gloria : un gangster (Tony Knesich)
- 1980 : Un drôle de flic : vendeur de ticket (Buffy Dee)
- 1980 : Le Jour de la fin du monde : Durant (Ted Gehring)
- 1980 : Stardust Memories : Dr Paul Pearlstein (Benjamin Rayson) et le policier arrêtant Sandy (Jack Hollander)
- 1980 : La Coccinelle à Mexico : M. Quinn (Alex Rocco)
- 1980 : Virus : le major Carter (Bo Svenson)
- 1980 : Le Complot diabolique du docteur Fu Manchu : Ismail (Stratford Johns), le vendeur de journaux (George Hilsden) et le narrateur
- 1980 : Le Coucou : Coucou (Tomás Milián)
- 1980 : Héros d'apocalypse : le G.I. ivre (Gregory Snegoff (en))
- 1981 : Sans retour : Lonnie Reece (Fred Ward)
- 1981 : La Chèvre : le barman (René Barrera)
- 1982 : Capitaine Malabar dit La Bombe : Rosco Dunn (Kallie Knoetze)
- 1982 : Tron : Kevin Flynn (Jeff Bridges)
- 1982 : Y a-t-il enfin un pilote dans l'avion ? : le passager en sang demandant « Vous êtes infirmière ? »
- 1982 : Grease 2 : Balmundo (Dennis C. Stewart)
- 1982 : À la recherche de la Panthère rose : Bruno Langois (Robert Loggia)
- 1982 : Meurtres en 3 dimensions : Loco (Kevin O'Brien)
- 1983 : Un fauteuil pour deux : le barman (Bill Cobbs) / le 2e gorille noir qui dit « Ouais ! » (James D. Turner)
- 1983 : Retour vers l'enfer : Cirrhose (Randall Cobb)
- 1983 : Flashdance : l'habitué du Mawby's (Robert Wuhl)
- 1983 : Le Triomphe d'un homme nommé cheval : Big Bear (Miguel Ángel Fuentes)
- 1983 : Hysterical : Bob X. Cursion (John Larroquette)
- 1984 : Gremlins : Dave Mayers (Joe Brooks)
- 1984 : Police Academy : le voyou de la rue (Doug Lennox)
- 1984 : Les Griffes de la nuit : le sergent Parker (Joseph Whipp)
- 1984[g] : Birdy : Ronsky (Marshall Bell)
- 1984 : Splash : un journaliste[Qui ?]
- 1984 : Les Rues de feu : Pete (John Dennis Johnston)
- 1984 : Broadway Danny Rose : Lou Canova (Nick Apollo Forte)
- 1985 : Silverado : Emmett (Scott Glenn)
- 1985 : Série noire pour une nuit blanche : M. Williams (Carl Perkins)
- 1985 : La Rose pourpre du Caire : le premier spectateur en colère
- 1985 : Une créature de rêve : Lord General (Vernon Wells)
- 1986 : Y a-t-il quelqu'un pour tuer ma femme ? : Sam Stone (Danny DeVito)
- 1986 : Deux flics à Chicago : Ace (Larry Hankin)
- 1993 : Mad Dog and Glory : Andrew (Tom Towles)
- 1997 : Jackie Brown : Max Cherry (Robert Forster)
- 1998 : Taxi : voix de Johnny, le héros du film regardé par Emilien à la télévision
- 2001 : Docteur Dolittle 2 : l'alligator (Kevin Pollak) (voix)
- 2003 : Week-end en enfer : Billy, le clown tueur (Charlie Fenwick)
- 2007 : Urban Justice : El Chivo (Danny Trejo)

#### Films d'animation
- 1978 : La Folle Escapade : Argent[h] (1er doublage)
- 1986 : Fievel et le Nouveau Monde : Tiger[i]
- 1991 : Fievel au Far West : Tiger[i]
- 1995 : Dingo et Max : Pat Hibulaire[j]
- 1996 : Aladdin et le Roi des voleurs : Sa'luk[k]
- 1998 : Fievel et le Trésor perdu : Tiger[i]
- 1998 : Fourmiz : Weaver[l]
- 1999 : Mickey, il était une fois Noël : Pat Hibulaire
- 1999 : Fievel et le Mystère du monstre de la nuit : Tiger[i]
- 2000 : Dingo et Max 2 : Les Sportifs de l'extrême : Pat Hibulaire[j]
- 2001 : Mickey, la magie de Noël : Pat Hibulaire[j]
- 2002 : Mickey, le club des méchants : Pat Hibulaire[j]
- 2003 : Animatrix : Ash
- 2004 : Mickey, Donald, Dingo : Les Trois Mousquetaires : Pat Hibulaire[j]
- 2016 : Ratchet et Clank : Victor[l]
- 2017 : Les As de la jungle : Goliath
- 2017 : Mutafukaz : Tigre (création de voix)
- 2019 : Comme des bêtes 2 : Rico[m]
- 2023 : Les As de la jungle 2 : Opération tour du monde : Goliath

### Télévision

#### Téléfilms
- 1962[n] : Le Prince et le Pauvre : John Canty (Donald Houston)
- 1967[o] : Winchester 73 : Sunrider (John Hoyt)
- 1975 : The Kansas City Massacre : Adam Richette (Robert Walden)
- 1985 : Les Douze Salopards 2 : Arlen Deggors (Ricco Ross)
- 1994 : Un mari de trop : Jeffrey Madison (Perry King)
- 2000 : Éternelle vengeance : Dan McCartney (Vlasta Vrana)

#### Séries télévisées
- Sylvester Stallone dans :
  - Le Muppet Show (1979[19]) : Lui-même (saison 3, épisode 20)
  - Las Vegas (2005) : Frank (saison 2, épisodes 12 et 18)
  - Tulsa King (2022) : Dwight « Cinq étoiles » Manfredi (1re voix, saison 1)

- Nick Nolte dans :
  - Gracepoint (2014) : Jack Reinhold (mini-série)
  - Poker Face (2023) : Arthur Liptin (saison 1, épisode 8)
- 1967 : Les Mystères de l'Ouest : le shérif Twilley (Eddie Fontaine) (saison 2, épisode 27)
- 1968-1969 : Les Bannis : Earl Corey (Don Murray)
- 1972-1974 : M*A*S*H : le capitaine John « Trapper John » McIntyre (Wayne Rogers) (1re voix, saisons 1 et 2)
- 1977 : Le Parrain : Moe Greene (Alex Rocco) (mini-série)
- 1977 : Jésus de Nazareth : Jean le Baptiste (Michael York) (mini-série)
- 1977 : Le Renard : Hans Kraus (Karl Renar (de)) (S01E02 : 'Jack Braun')
- 1977-1978 : Les Têtes brûlées : le sergent Andy Micklin (Red West)[p]
- 1978 : L'Incroyable Hulk : Harlan (William Lucking) (saison 2, épisode 2), Kurt Donahue (Frank Orsatti) (saison 2, épisode 8)
- 1980 : Shogun : Pieterzoon (Edward Peel) (mini-série)
- 1983 : Manimal : Zoltan Gregory (Richard Lynch)
- 1983 : Starsky et Hutch : Herman Bessinger (Jack DeLeon) (saison 1, épisode 18)
- 1984 : K 2000 : Bobby Pell (Anthony James) (saison 3, épisode 10) et J.Gordon Baxter dit "Le Caméléon" (Dick Gautier (en)) (saison 3, épisode 11)
- 1985 : Inspecteur Derrick : un musicien de Greg (Wolfgang Müller) (épisode 124)
- 1989 : Un cas pour deux : Fackelmann (Gert Haucke) (saison 9, épisode 1)
- 1995 : Hercule : Segallus (Terry Batchelor) (saison 2, épisode 2)
- 1996 : Xena, la guerrière : Cecrops (Tony Todd) (saison 2, épisode 20)
- 1997-2000 : JAG : le lieutenant Mark « Falcon » Sokol (Rex Linn) (5 épisodes)
- 1998 : Walker, Texas Ranger : Cody Conway (Roddy Piper) (saison 5, épisode 16)
- 1999 : Stargate SG-1 : Aris Boch (Sam J. Jones) (saison 3, épisode 7)
- 2002 : New York, section criminelle : Harry Rowan (Jay O. Sanders) (saison 2, épisode 1)

#### Séries d'animation
- 1981 : Il était une fois… l'Espace : le commandant Legros / le général Le Teigneux
- 1986 : Il était une fois… la Vie : le Gros / le général Le Teigneux / Hémo (voix principale)
- 1986 : Mon petit poney : Tirak
- 1992 : La Bande à Dingo : Pat Hibulaire[j]
- 1994 : Les Quarxs : le narrateur
- 1996 : Couacs en vrac : le capitaine Pas-de-Bol (épisode 2)
- 1996-2000 : Superman, l'Ange de Metropolis : Lex Luthor
- 1997 : L'Île de Noé : Rocco
- 1999-2001 : Mickey Mania : Pat Hibulaire[j]
- 2001 : La Légende de Tarzan : Edgar de Chasse
- 2001-2003 : Tous en boîte : Pat Hibulaire[j]
- 2006-2013 : La Maison de Mickey : Pat Hibulaire[j]
- 2013-2019 : Mickey Mouse : Pat Hibulaire[j]
- 2017-2021 : Mickey et ses amis : Top Départ ! : Pat Hibulaire[j]
- 2020-2023 : Le Monde Merveilleux de Mickey : Pat Hibulaire[j]
- 2022 : Solar Opposites : Sylvester Stallone (saison 3, épisode 5)
- 2022 : Le Cuphead Show ! : le capitaine Brineybeard

### Jeux vidéo
- 1993 : Dune II : La Bataille d'Arrakis : Voix interface (Version Amiga seulement)
- 1995 : Les Guignols de l'info… le jeu ! : voix additionnelles[q]
- 1997 : La Panthère rose : Passeport pour le danger : le bouton droit
- 2000 : Les Cochons de guerre : Sergent Leboeuf
- 2001 : Driven : Joe Tanto
- 2001 : Panique à Mickeyville : Pat Hibulaire
- 2002 : Rocky : Rocky Balboa
- 2003 : Jak 2 : Hors-la-loi : Krew et Brutter
- 2005 : Jak X : Krew[q]
- 2006 : Kingdom Hearts 2 : Pat Hibulaire[j]
- 2006 : Daxter : Brutter
- 2008 : Lost : Les Disparus, le jeu vidéo : Rico
- 2011 : DC Universe Online : Lex Luthor
- 2012 : Epic Mickey : Le Retour des héros : Pat Hibulaire[q]
- 2016 : World of Warcraft: Legion : Azuregos
- 2019 : Mortal Kombat 11 : John Rambo[l]
- 2021 : Call of Duty: Warzone : John Rambo
- 2021 : The Elder Scrolls Online : Rynkyus

## Voix off

### Radio
- Skyrock (1986-1997)
- Ado FM (2007-2012)

### Voice-over
- Sylvester Stallone dans :
  - La Famille Stallone (2023-2024) : lui-même (1re voix, saison 1)
  - Sly : Stallone par Stallone (2023) : lui-même

### Publicité
- Paramount+ (2023) : le bouc

## Musique
- 2021 : Le Monstre en duo avec Aldebert pour l'album Enfantillages 4 d'Aldebert[20]

## Distinctions
- Chevalier de l'ordre des Arts et des Lettres (2023)[21]